# Kristine Heggelund
Kristine Heggelund (1º giugno 1976) è un'ex sciatrice alpina norvegese.

## Biografia
La Heggelund esordì in Coppa Europa il 19 gennaio 1996 a Krompachy Plejsy in slalom gigante e in Coppa del Mondo il 24 ottobre 1998 a Sölden nella medesima specialità, in entrambi i casi senza completare la prova; il 18 febbraio 2001 conquistò, ancora a Krompachy Plejsy in slalom gigante, il primo podio in Coppa Europa (3ª) e il 15 dicembre dello stesso anno il miglior piazzamento in Coppa del Mondo, a Val-d'Isère in supergigante (67ª). Il 14 gennaio 2002 ottenne ad Arosa in slalom gigante l'ultimo podio in Coppa Europa (2ª) e il 31 gennaio successivo prese per l'ultima volta il via in Coppa del Mondo, a Åre nella medesima specialità senza qualificarsi per la seconda manche. Si ritirò al termine della stagione 2002-2003 e la sua ultima gara fu uno slalom gigante FIS disputato il 20 febbraio a Oslo/Bærum, chiuso dalla Heggelund al 14º posto; non prese parte a rassegne olimpiche o iridate.

## Palmarès

### Coppa Europa
- Miglior piazzamento in classifica generale: 9ª nel 2001
- 5 podi:
  - 2 secondi posti
  - 3 terzi posti

### Campionati norvegesi
- 5 medaglie:
  - 1 oro (slalom gigante nel 2001)
  - 3 argenti (slalom gigante nel 2000; supergigante nel 2001; supergigante nel 2002)
  - 1 bronzo (discesa libera nel 2001)